# 루나 프로스펙터
루나 프로스펙터(Lunar Prospector)는 NASA가 추진하는 디스커버리 계획의 일환인 달 탐사선이다. 예산은 672억 8400만 원으로, 19개월 동안 달의 극궤도를 돌게 설계되었다. 달의 물과 달의 자기장, 중력 등을 탐사하는게 이 탐사선의 임무다. 1998년 1월 7일 발사되어 1999년 7월 31일 남반구에 있는 달의 크레이터에 충돌하여 임무를 끝내었다.
임무를 수행하여 알게 된 데이터는 달의 상세한 지형을 알아내는데 도움이 되었으며, 많은 데이터들이 여러 학술지에 실렸다.
탐사선의 관리기관은 NASA의 에임스 연구 센터고, 제작은 록히드 마틴이 했다.

## 역사와 제작배경

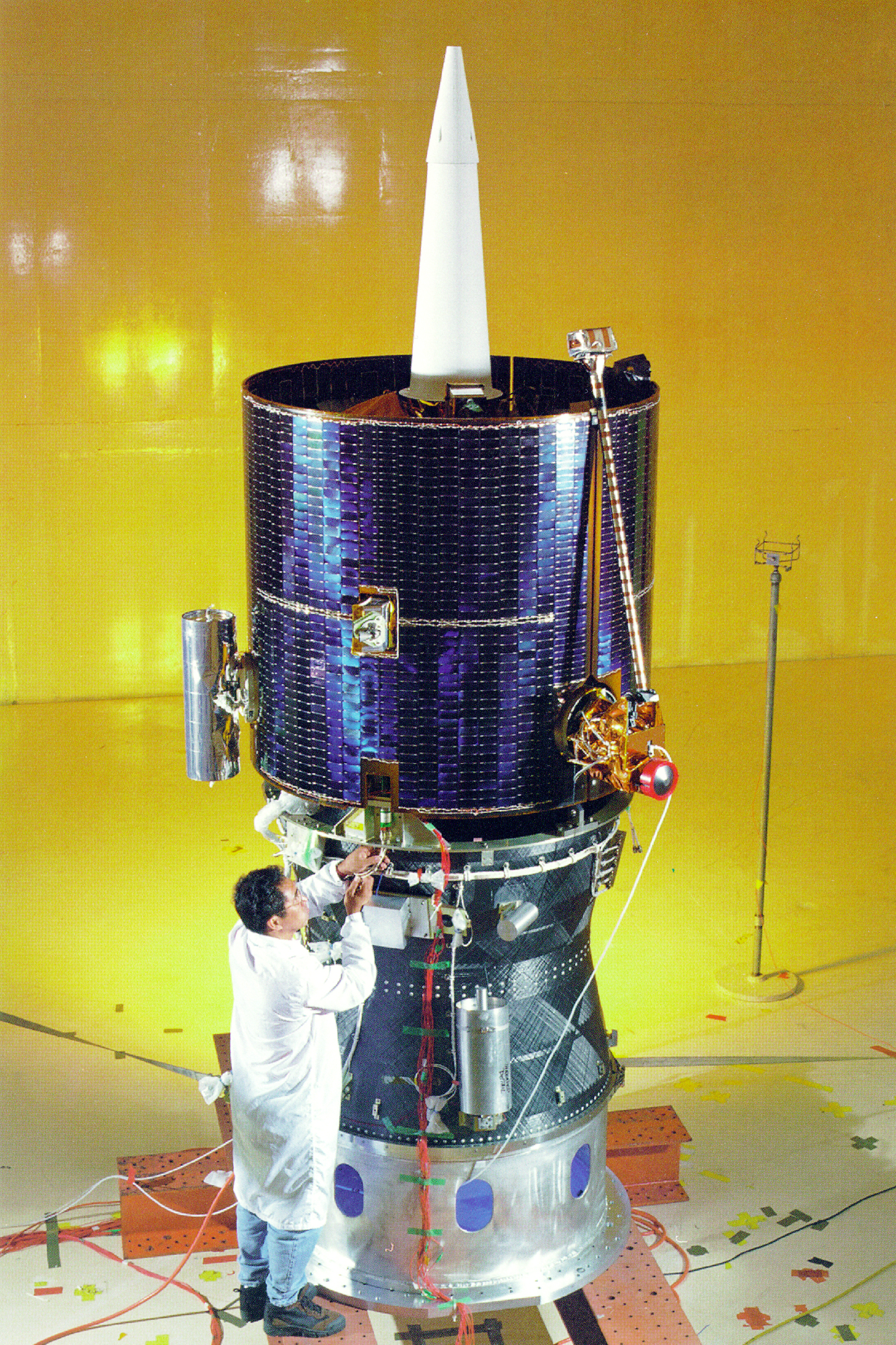

1993년, NASA는 디스커버리 3을 무엇으로 할 지 정하기 위하여 연구원들이 제안한 탐사선들의 목록을 만들고 1995년 2월 이 탐사선으로 디스커버리 3을 하자고 정했다. 그리고 예산배정과 디자인, 부품 개발 등을 하기 시작했다.

## 페이로드(과학장비)
감마선 검출기:감마선 검출기는 달에 어떤 물질이 있는지를 알아내는 장비다. 달의 표면 지도를 만들때도 사용하였으며, 우라늄, 토륨, 철, 티타늄 등을 발견했다.
중성자 검출기:달에 물이 있을 것이라 예상되는 극지 분화구를 찾아낸 뒤 이 장비를 달기로 결정했다(극지 분화구 온도는 -120도 이하다). 0.01%의 물까지도 검출해 낼 수도 있으며, 물을 검출하는데 성공했다. 그리고 태양풍으로 인한 수소 가스도 얼마나 많이 존재하는지도 탐사하였다. 꽤 많은 양의 수소가 검출되었는데, 이는 물에서 나왔다고 보고 있다.
알파입자 검출기:알파 입자를 검출하는 장비로, 발사 중에 5개 중 1개가 손상되어 정상적인 기능을 할 수 없게 되었다. 나중에, 달에 가서 정상적인 기능을 사용할 수 있게 되었고, 폴로늄과 라돈 가스를 검출해 내었다.
도플러 중력 검출기:도플러 효과를 사용하여 달의 중력과 질량을 재는 것이 목표인 과학장비다. 전에 클래맨타인 미션에서 달의 중력지도를 만들었으나 루나 프로스펙터로 더욱 정확한 달의 중력지도를 만들게 된다. 달의 중력지도를 만들어서 정확한 달의 중력지도를 만들었을 뿐만 아니라 달의 질량도 잴 수 있었다.
자기장 측정&전자 반사계:달의 자기장을 아는 게 목적인 과학장비다. 원래 달은 자기장이 너무 약하여 대기가 모두 우주공간으로 탈출해 버리는데, 작은 자기장도 관측할 수 있게 만들어졌다(이 두 장비는 임무가 같아서 같이 묶었다).

## 엔진
엔진은 6개로, 138 kg의 하이드라진과 수소를 통해 추력을 내는 엔진을 쓴다.

## 발사
발사는 UTC-4를 기준으로 해서 발사체 아테나 II를 사용하여 1998년 1월 6일 발사되었다.

## 추락
추락은 슈메이커 주변인 87.7°S 42.1°E에 1999년 7월 31일 추락했다.

## 지원, 개발, 투자
다음은 루나 프로스펙터를 지원, 개발, 투자한 단체 또는 사람을 써놓았다.
- NASA[20]
- 록히드 마틴[21]
- JPL[22]
- 하버드 대학교[23]
- William Feldman[24]
- Los Alamos[25]
- Mario Acuna[26]
- 고더드 우주 비행 센터[27]
- 애리조나 대학교[28]
- Robert Lin[29]
- 버클리 대학교[30]
- Alan Binder[31]
- Alex Konopliv[32]

## 같이 보기
- 루나 글로브